# ポケットモンスター アドバンスジェネレーション
『ポケットモンスター アドバンスジェネレーション』は、ゲームソフト「ポケットモンスターシリーズ」を原作とするOLM制作の日本のテレビアニメ。テレビ東京系列で2002年（平成14年）11月21日から2006年（平成18年）9月14日まで放送された。全192話。「ポケモンAG」「AG」などと略されることがある。『ポケットモンスター』の続編でアニメ版ポケットモンスターシリーズとしては第2シリーズとなる。

## 概要
ゲームボーイアドバンス専用ソフト『ポケットモンスター ルビー・サファイア』の発売日にスタートし、それに合わせ登場人物などを一部変更してスタートしたシリーズである。以降、『サン&ムーン』までは基本的にゲームに合わせてタイトルも変更されるようになる。PM最終回でサトシとピカチュウがホウエン地方に着く直前から物語が始まり、PM最終回の出来事はAG第1話での出来事に繋がっている。この事からPM最終回はAG第1話へのプロローグとなっている。
舞台やキャラクターは『ルビー・サファイア』以降のものが中心に登場しており、前シリーズよりも原作寄りの要素が強くなっている。新キャラクターのハルカは『ルビー・サファイア』の女の子用主人公がモデルを基にしている。
サブタイトルコールは最初、サトシのドット絵のような物が現れ、ホウエン地方のマップに現在位置を示す矢印が点滅して表示されるというゲームを意識したようなものだった。途中からサトシとハルカが手に入れたジムバッジとコンテストリボンのケースの中身が現れるという物、サトシたち一行が宇宙をバックにしている画像と変更されていった。
2004年12月2日の放送からは、番組最後のミニコーナーが「オーキド博士のポケモン講座」から「ポケモントリビアクイズ」に変更された。
2005年中旬からはポケモンの技などがCGを使って描かれるようになった。
2005年7月21日の放送からは、カントー地方の「バトルフロンティア」を回ってバトルする「バトルフロンティア編」を開始した。『ファイアレッド・リーフグリーン』と『エメラルド』の要素を合わせたものとなっているが、一部のバトルフロンティアの施設のルールが異なる。また、ゲーム版『ダイヤモンド・パール』の発売に先駆け、当該作品で新登場するポケモンの一部がゲスト出演した他、『ポケモンレンジャー』発売に伴い、それに連動した話が作られている。
『週刊ポケモン放送局』で放映されたサイドストーリーでは、第1話がタケシがサトシたちと合流する前のプロローグ、第3話がAG第4話でロケット団が飛ばされてからの後日談の内容になっている。
2005年10月からは、クイズの出題をエンディング終了直後に変更してアバンタイトルから本編を開始した。これと共に、最初の提供クレジットやCM枠は本編前半の終了後に移動された。これらのフォーマットは以降のシリーズでも継続された。
放送期間中の2004年10月23日に新潟県中越地震が発生し、その影響で同年11月4日に放送予定だった回は、全放送局で放送されず、次週の放送分が前倒しで放送された。これ以降、現在に至るまで「じしん」・「じわれ」・「マグニチュード」といった地面を揺らして攻撃する、いわゆる地震を連想させる技は使われていない。
前シリーズではサブタイトルに漢字が使われていなかったが、このシリーズからはルビを付した上で使用されるようになった。なお、前シリーズの作中（特に初期）では手紙などの描写には日本語が多く使われていたが、今作からは架空の文字が使用されている（海外では英語に変更される場合もある）。また提供画面では前シリーズではオーキド博士役とナレーションを務める石塚運昇が担当していたが、本シリーズ以降はサトシ一行の声優が読み上げ、最後にパートナーポケモンの鳴き声が入る形式に変更された。
番組最高視聴率は第1話放送時の11.0％、平均視聴率は7.1％。
本編最終回でサトシ、ピカチュウ、エイパムがシンオウ地方行きの船に乗り、『ポケットモンスター ダイヤモンド&パール』の第1話のラストでシンオウ地方に着く事に繋がっている。
本作放送終了後は、引き続き全てのネット局で『ポケットモンスター ダイヤモンド&パール』が放送されている。
2009年12月1日から2015年10月11日まではCS放送キッズステーションで放送された。その後、2017年4月1日に、CS放送キッズステーションにおける『アニメ放送20周年記念 ポケモンにきめた！スペシャル』で、『AG』の第1話と最終回が放送された。

## あらすじ
ホウエン編
ジョウト地方での旅を終えカスミとトゲピー、タケシと別れた後、サトシとピカチュウは次のリーグに出場するため、海の彼方にあるホウエン地方へやって来た。しかし、ピカチュウは以前あった騒動の影響で高熱を出してしまう。サトシはミシロタウンに研究所に持つオダマキ博士に治療を任せるが事態は悪化。ピカチュウは暴走状態のまま、外に出てしまう。
その頃、近くのトウカシティからやって来た女の子がいた。その女の子・ハルカは最初のパートナーポケモンを貰いにミシロタウンの研究所に向かっていたが、騒ぎに巻き込まれてしまう。
紆余曲折を経て問題を解決させたサトシはホウエンリーグを、ハルカはポケモンコーディネーターを目指す。更に、タケシとハルカの弟・マサトも加わり新たな冒険が始まった。
バトルフロンティア編
ホウエンリーグ終了後、サトシはハルカとマサト姉弟・タケシと別れトキワシティでエニシダと出会い、カントー地方にできたというバトルフロンティアのことを聞かされる。マサラタウンに帰還後、バトルフロンティアに挑戦することを決め、カントー地方のポケモンコンテストに参加することになったハルカと後をついてきたマサト、再び合流したタケシとカントー地方の旅が始まった。

## 登場人物
以下の人物・団体は個別項目を参照。
サトシと手持ちポケモン
- サトシ - 松本梨香
  - ピカチュウ - 大谷育江
  - サトシのポケモン (アドバンスジェネレーション)
  - サトシのポケモン (カントー・オレンジ諸島編)
  - サトシのポケモン (ジョウト編)

メインキャラクター
- タケシ - うえだゆうじ
- ハルカ - KAORI
- マサト - 山田ふしぎ

ロケット団
- ムサシ - 林原めぐみ
- コジロウ - 三木眞一郎
- ニャース - 犬山イヌコ

準メインキャラクター
- シュウ - 斎賀みつき
- ハーリー - 金丸淳一
- ジョーイ - 山口由里子
- ジュンサー - 西村ちなみ

その他のキャラクター
- オーキド博士 - 石塚運昇
- ハナコ - 豊島まさみ
- カスミ - 飯塚雅弓
- ケンジ - 関智一
- シゲル - 小林優子
- ジムリーダー
- 四天王・チャンピオン
- フロンティアブレーン
- ロケット団

## スタッフ
スタッフは基本的に前作から継続して参加しているが、日高政光は第158話をもって監督を降板し、第171話より後任として須藤典彦がシリーズ2代目の監督に就任。監督交代と同時にアニメーション制作チームもOLM TEAM OTAからOLM TEAM IGUCHIに変更された。原案は田尻智に加え、本作より原作ゲーム版の制作に携わる増田順一、杉森建との連名になる。
- 原案 - 田尻智、増田順一、杉森建
- スーパーバイザー - 石原恒和
- アソシエイトプロデューサー - 吉川兆二
- アニメーション監修 - 小田部羊一
- 企画 - 岩田圭介（第1話 - 第134話）→深沢幹彦（第135話 - 第182話）、陣内弘之、久保雅一
- 総監督 - 湯山邦彦
- 監督 - 日高政光（第1話 - 第158話）→須藤典彦（第171話・第172話・第174話 - 第192話）[14]
- キャラクター原案 - 藤原基史、岩下明日香、にしだあつこ、森本茂樹、富田愛美、斎藤むねお、吉田宏信、海野隆雄、吉川玲奈、太田敏、江尾可奈子、奥谷順
- キャラクターデザイン - 一石小百合
- 総作画監督 - 山田俊也
- 総作画監督補佐 - 山下恵（第184話 - 第192話）
- 美術監督 - 金村勝義
- 色彩設計 - 吉野記通
- 撮影監督 - 白井久男
- 編集 - 辺見俊夫
- 音響監督 - 三間雅文
- 音楽 - 宮崎慎二
- 一部原曲・作曲 - 一之瀬剛、青木森一
- 音楽協力 - テレビ東京ミュージック
- ナレーター - 石塚運昇
- 協力 - ジェイアール東日本企画
- プロデューサー - 松山進、深澤幹彦（第1話 - 第134話）→原田孝（第135話 - 第192話）、盛武源
- アニメーションプロデューサー - 神田修吉
- アニメーション制作 - OLM TEAM OTA（第1話 - 第170話）→OLM TEAM IGUCHI（第171話 - 第192話）
- 製作 - テレビ東京、MEDIANET、小学館プロダクション

## 主題歌
CDの発売元は、全てピカチュウレコード（メディアファクトリーのレーベル）である。

### オープニングテーマ
| 話数    | 曲名                                                        | 歌手               | 備考 |
| ------- | ----------------------------------------------------------- | ------------------ | --- |
| 1-69    | アドバンス・アドベンチャー 〜Advance Adventure〜            | GARDEN             | 初めて番組タイトルがオープニングの最後に出ていた。 |
| 70-104  | チャレンジャー!!                                            | 松本梨香           | 前のOPに続いて番組タイトルはオープニングの終盤で表示され、最後に製作会社がクレジットされる。 |
| 105-134 | ポケモンシンフォニックメドレー 〜POKÉMON SYMPHONIC MEDLEY〜 | ポケモン交響楽団   | 全編がほぼインストゥルメンタルで構成されており、『ポケットモンスター』の歴代の主題歌では唯一歌詞が表示されていなかった曲である。 放送時は歌手名の表記はなかったが、CD化の際に「歌 - ポケモン交響楽団」とされた。 再び番組タイトルがオープニング序盤に出る形式に戻った。 |
| 135-165 | バトルフロンティア                                          | 髙屋亜希那         | 第152話以降『劇場版第8作目』を模したシーンが『ポケモン不思議のダンジョン救助隊シリーズ』を模したシーンに変更されている。 |
| 166-192 | スパート！                                                  | サトシ（松本梨香） | 途中で曲終盤の映像が「バトルピラミッドの頂上を見つめるサトシとピカチュウ」から「ジャック・ウォーカーとヒナタ（2人のポケモンレンジャー）」に変更された。 |

### エンディングテーマ
| 話数           | 曲名                              | 歌手                                  | 備考 |
| -------------- | --------------------------------- | ------------------------------------- | --- |
| 1-18 45-51     | そこに空があるから                | 江崎とし子                            | GARDENのシングル「アドバンス・アドベンチャー」 (OP1) にて収録されている。 |
| 19-44          | ポルカ・オ・ドルカ                | ニャース（犬山イヌコ）&ノルソル合唱団 | 振付はパパイヤ鈴木が担当。 |
| 52-82 92-98    | スマイル                          | 江崎とし子                            | 1番の歌詞で放送された時期と、2番の歌詞で放送されていた時期があるほか、エンディングが流れている際のアニメーションが別の物（ミュウツーが描写されているなど）に差し替えられた時期がある。 |
| 83-91          | いっぱいサマー!!                  | 田村直美とヒマワリ合唱団              | 「元気!!いっぱい!! 〜ポケモン音楽集運動会編〜」に収録されている。 |
| 99-134 150-172 | GLORY DAY 〜輝くその日〜          | GARDEN                                | 1番の歌詞で放送された時期と2番の歌詞で放送されていた時期があるほか、バックベース（副旋律含む）のみで放送された時期もある。                                                             |
| 135-149        | ポケモンかぞえうた                | 金沢明子                              | 振り付けはパンプキン北野が担当。 |
| 173-192        | 私、負けない！ 〜ハルカのテーマ〜 | ハルカ（KAORI）                       | エンディングとして使用される以前にも、挿入歌として本編で使用されたことがある。 |

## 各話リスト
放送日はテレビ東京系列基準。

### ホウエン編
| 放送日          | 話数 | サブタイトル                                              | 脚本     | 絵コンテ | 演出             | 作画監督       |
| --------------- | ---- | --------------------------------------------------------- | -------- | -------- | ---------------- | -------------- |
| 2002年 11月21日 | 1    | 新たなる大地！新たなる冒険!!                              | 武上純希 | 湯山邦彦 | 鈴木敏明         | 志村泉         |
| 11月28日        | 2    | 古代ポケモンと謎の軍団！                                  | 米村正二 | 木村竜二 | 大町繁           | たけだゆうさく |
| 12月5日         | 3    | トウカジム！VSヤルキモノ！                                | 大橋志吉 | 誌村宏明 | 秦義人           | 宍戸久美子     |
| 12月12日        | 4    | スバメがいっぱい 危険がいっぱい！トウカの森でゲットだぜ!! | 冨岡淳広 | 浅田裕二 | 浅田裕二         | 岩根雅明       |
| 12月19日        | 5    | ジグザグマと短パン小僧！ハルカ、はじめてのバトル!!        | 藤田伸三 | 新留俊哉 | 鈴木敏明         | 志村泉         |
| 12月26日        | 6    | ロケット団！みだれひっかきでサヨウナラ!!                  | 冨岡淳広 | 木村竜二 | 大町繁           | たけだゆうさく |
| 2003年 1月9日   | 7    | キモリの森！巨大樹を守れ!!                                | 松井亜弥 | よこた和 | 大町繁           | 酒井KEI        |
| 1月16日         | 8    | ハブネークVSキモリ！必殺のはたく攻撃!!                    | 藤田伸三 | 浅田裕二 | 浅田裕二         | 岩根雅明       |
| 1月23日         | 9    | 怪奇！キノココ屋敷の謎!?                                  | 十川誠志 | 藤本義孝 | 秦義人           | 宍戸久美子     |
| 1月30日         | 10   | 史上最強のペリッパー現る!!                                | 武上純希 | 秦義人   | 鈴木敏明         | 志村泉         |
| 2月6日          | 11   | グラエナとポチエナ！進化の神秘!!                          | 松井亜弥 | 木村竜二 | 大町繁           | たけだゆうさく |
| 2月13日         | 12   | ハスボーとフラワーショップの三姉妹！                      | 十川誠志 | 片貝慎   | 浅田裕二         | 岩根雅明       |
| 2月20日         | 13   | ポケモンコンテスト！アゲハントの華麗なバトル！            | 冨岡淳広 | よこた和 | 大町繁           | 酒井KEI        |
| 2月27日         | 14   | ダブルバトルとダブルでケムッソ!?                          | 藤田伸三 | 秦義人   | 秦義人           | 宍戸久美子     |
| 3月6日          | 15   | 勉強します！ポケモントレーナーズスクール!!                | 松井亜弥 | 須藤典彦 | 須藤典彦         | 志村泉         |
| 3月13日         | 16   | カナズミジム！ノズパスの秘密兵器!!                        | 冨岡淳広 | 木村竜二 | 大町繁           | たけだゆうさく |
| 3月20日         | 17   | デボンコーポレーション！アクア団の影!!                    | 十川誠志 | 片貝慎   | 浅田裕二         | 岩根雅明       |
| 3月27日         | 18   | ハギ老人とキャモメのピーコちゃん！                        | 藤田伸三 | よこた和 | 大町繁           | 徳田夢之介     |
| 4月3日          | 19   | 脱出！サメハダーの島!!                                    | 松井亜弥 | 須藤典彦 | 須藤典彦         | 志村泉         |
| 4月10日         | 20   | ムロジム！波乗りジムリーダー・トウキ登場！                | 武上純希 | 秦義人   | 秦義人           | 宍戸久美子     |
| 4月17日         | 21   | ケムッソVSケムッソ！どっちがどっち!?                      | 大橋志吉 | 藤本義孝 | 大町繁           | たけだゆうさく |
| 4月24日         | 22   | ダイゴ、ココドラ、ボスゴドラ！                            | 十川誠志 | 浅田裕二 | 浅田裕二         | 岩根雅明       |
| 5月1日          | 23   | 海辺の暴れ者、ヘイガニ登場！                              | 冨岡淳広 | よこた和 | 大町繁           | 徳田夢之介     |
| 5月8日          | 24   | 走れサトシ！キバニアの川を越え！                          | 藤田伸三 | 須藤典彦 | 渡辺正彦         | 志村泉         |
| 5月15日         | 25   | 秘密の池！ミズゴロウがいっぱい!?                          | 武上純希 | 秦義人   | 秦義人           | 宍戸久美子     |
| 5月22日         | 26   | コノハナ族の襲撃!!                                        | 松井亜弥 | 木村竜二 | 大町繁           | たけだゆうさく |
| 5月29日         | 27   | マグマ団VSアクア団！ひみつきちの戦い！                    | 冨岡淳広 | 片貝慎   | 大町繁           | 徳田夢之介     |
| 6月5日          | 28   | アゲハントとドクケイル！進化の果てに！                    | 大橋志吉 | 藤本義孝 | 渡辺正彦         | 志村泉         |
| 6月12日         | 29   | ヤミラミでドッキリ！                                      | 園田英樹 | 藤本義孝 | ながはまのりひこ | 向山祐治       |
| 6月19日         | 30   | バトルガールとアサナン！嵐の中で！                        | 十川誠志 | 秦義人   | 秦義人           | 宍戸久美子     |
| 6月26日         | 31   | ムロジム再戦！波乗りバトルフィールド！                    | 武上純希 | 木村竜二 | 大町繁           | たけだゆうさく |
| 7月3日          | 32   | すてられ船！しのびよる影!!                                | 大橋志吉 | 片貝慎   | 浅田裕二         | 岩根雅明       |
| 7月10日         | 33   | ハルカにライバル！特訓ポケモンコンテスト!!                | 米村正二 | 誌村宏明 | 大町繁           | 徳田夢之介     |
| 7月17日         | 34   | はじめてのポケモンで大パニック!!                          | 松井亜弥 | 藤本義孝 | 渡辺正彦         | 志村泉         |
| 7月24日         | 35   | ハルカ！ポケモンコンテスト初挑戦!!                        | 冨岡淳広 | 秦義人   | 秦義人           | 宍戸久美子     |
| 7月31日         | 36   | 海の博物館を守れ！マグマ団の襲撃!!                        | 藤田伸三 | 木村竜二 | 大町繁           | たけだゆうさく |
| 8月7日          | 37   | 美女と野獣!?ダーテングとジョーイさん！                    | 十川誠志 | 浅田裕二 | 浅田裕二         | 岩根雅明       |
| 8月14日         | 38   | プラスルとマイナン！山の灯台!!                            | 園田英樹 | 片貝慎   | ながはまのりひこ | 向山祐治       |
| 8月21日         | 39   | 歌う！ポケモンからくり屋敷!!                              | 大橋志吉 | 誌村宏明 | 大町繁           | 松原徳弘       |
| 8月28日         | 40   | キンセツジム！テッセンの電撃バトル!!                      | 松井亜弥 | 藤本義孝 | 渡辺正彦         | 志村泉         |
| 9月4日          | 41   | キモリの新技!!スイカ畑のタネマシンガン！                  | 米村正二 | 秦義人   | 秦義人           | 宍戸久美子     |
| 9月11日         | 42   | バルビートとイルミーゼ！愛のダンス！                      | 園田英樹 | 吉田浩   | 大町繁           | たけだゆうさく |
| 9月18日         | 43   | 飛べ、タツベイ！明日にむかって!!                          | 米村正二 | 浅田裕二 | ながはまのりひこ | 広岡歳仁       |
| 9月25日         | 44   | カスミ登場！トゲピーとまぼろしの王国!!                    | 冨岡淳広 | 辻初樹   | 浅田裕二         | 岩根雅明       |
| 10月2日         | 45   | 蜃気楼の彼方に！トゲピーの楽園！                          | 冨岡淳広 | 湯山邦彦 | 大町繁           | 徳田夢之介     |
| 10月9日         | 46   | かちぬきファミリー4VS4!!                                  | 武上純希 | 片貝慎   | 渡辺正彦         | 志村泉         |
| 10月16日        | 47   | エネコとアロマテラピー！                                  | 大橋志吉 | 浅田裕二 | 浅田裕二         | 岩根雅明       |
| 10月23日        | 48   | ザングースVSハブネーク！ライバル対決!!                    | 藤田伸三 | 秦義人   | 秦義人           | 宍戸久美子     |
| 10月30日        | 49   | マサトとマサト！アメタマを守れ！                          | 十川誠志 | 吉田浩   | 大町繁           | たけだゆうさく |
| 11月6日         | 50   | ポケモンコンテスト・ハジツゲ大会!!                        | 松井亜弥 | 誌村宏明 | ながはまのりひこ | 広岡歳仁       |
| 11月13日        | 51   | VSチャーレム！コンテストバトル!!                          | 米村正二 | 浅田裕二 | 浅田裕二         | 岩根雅明       |
| 11月20日        | 52   | プラスルとマイナン！応援の道!?                            | 武上純希 | 辻初樹   | 渡辺正彦         | 志村泉         |
| 11月27日        | 53   | エネコとねこのて！ドンメルの牧場!                         | 藤田伸三 | 秦義人   | 秦義人           | 宍戸久美子     |
| 12月4日         | 54   | マグマ団VSアクア団、再び！えんとつ山の戦い!!              | 十川誠志 | 吉田浩   | 大町繁           | たけだゆうさく |
| 12月11日        | 55   | 新人ジムリーダー・アスナ！穴だらけのバトルフィールド!?    | 大橋志吉 | 浅田裕二 | 浅田裕二         | 岩根雅明       |
| 12月18日        | 56   | ヒートバッジ！燃えるバトルでゲットだぜ!!                  | 米村正二 | 誌村宏明 | ながはまのりひこ | 広岡歳仁       |
| 12月25日        | 57   | パッチールがいっぱい！幸せさがして山の彼方に!?            | 藤田伸三 | 辻初樹   | 渡辺正彦         | 志村泉         |

| 放送日        | 話数   | サブタイトル                                         | 脚本     | 絵コンテ         | 演出             | 作画監督                 |
| ------------- | ------ | ---------------------------------------------------- | -------- | ---------------- | ---------------- | ------------------------ |
| 2004年 1月8日 | 58     | ハガネの谷を突破せよ！コータスVSハガネール!!         | 冨岡淳広 | 秦義人           | 秦義人           | 宍戸久美子               |
| 1月15日       | 59     | キンセツジムふたたび！VSライボルト!!                 | 松井亜弥 | 吉田浩           | 大町繁           | たけだゆうさく           |
| 1月22日       | 60     | エネコとエネコロロ！伝説のコーディネーター登場!!     | 大橋志吉 | 浅田裕二         | 浅田裕二         | 岩根雅明                 |
| 1月29日       | 61     | 仮面のコーディネーターファントム登場!!               | 武上純希 | 誌村宏明         | ながはまのりひこ | 広岡歳仁                 |
| 2月5日        | 62     | シダケタウン！ポケモンコンテスト!!                   | 十川誠志 | 藤本義孝         | 渡辺正彦         | 志村泉                   |
| 2月12日       | 63     | ソルロックとハスブレロ！聖なる森の伝説！             | 米村正二 | 秦義人           | 秦義人           | 宍戸久美子               |
| 2月19日       | 64     | チルットの空！ハルカの心!!                           | 冨岡淳広 | 浅田裕二         | 浅田裕二         | 岩根雅明                 |
| 2月26日       | 65     | ゴクリン撃退大作戦!!                                 | 藤田伸三 | 浅田裕二         | 大町繁           | たけだゆうさく           |
| 3月4日        | 66     | 一触即発！バクオングVSジュプトル!!                   | 松井亜弥 | 誌村宏明         | ながはまのりひこ | 徳田夢之介               |
| 3月11日       | 67     | 踊るバトルだ！ルンパッパ!!                           | 大橋志吉 | 藤本義孝         | 渡辺正彦         | 志村泉                   |
| 3月18日       | 68     | パパはアイドル!?いつわりのジムリーダー!!             | 武上純希 | 浅田裕二         | 浅田裕二         | 岩根雅明                 |
| 3月25日       | 69     | トウカジムの危機！家庭の危機!!                       | 十川誠志 | 秦義人           | 秦義人           | 宍戸久美子               |
| 4月1日        | 70     | トウカジム戦！五つ目のバッジ!!                       | 冨岡淳広 | しのゆきひろ     | 大町繁           | たけだゆうさく           |
| 4月8日        | 71     | オーキド博士とオダマキ博士！秘密基地の戦い!!         | 米村正二 | 誌村宏明         | ながはまのりひこ | 広岡歳仁                 |
| 4月15日       | 72     | タッグバトル！サトシVSハルカ!?                       | 松井亜弥 | 浅田裕二         | 渡辺正彦         | 志村泉                   |
| 4月22日       | 73     | 禁断の森の王者！フシギバナ!!                         | 藤田伸三 | 浅田裕二         | 浅田裕二         | 岩根雅明                 |
| 4月29日       | 74     | フシギダネとフシギダネ！モンスターボールを取り返せ!! | 十川誠志 | 秦義人           | 秦義人           | 宍戸久美子               |
| 5月6日        | 75     | 対決！巨大ナマズンと釣り名人!!                       | 米村正二 | 誌村宏明         | ながはまのりひこ | 徳田夢之介               |
| 5月13日       | 76     | ヤジロンと霧の中の遺跡！                             | 武上純希 | 浅田裕二         | 大町繁           | たけだゆうさく           |
| 5月20日       | 77     | 強敵!?ママさんコーディネーター登場！                 | 松井亜弥 | 藤本義孝         | 渡辺正彦         | 志村泉                   |
| 5月27日       | 78     | ポケモンコンテスト！ルイボス大会!!                   | 冨岡淳広 | 秦義人           | 秦義人           | 宍戸久美子               |
| 6月3日        | 79     | バネブーのさがしもの!?                               | 大橋志吉 | 浅田裕二         | 浅田裕二         | 岩根雅明                 |
| 6月10日       | 80     | 初挑戦！空中競技・ポケリンガ!!                       | 藤田伸三 | 誌村宏明         | ながはまのりひこ | 広岡歳仁                 |
| 6月17日       | 81     | カゲボウズの館！                                     | 米村正二 | 藤本義孝         | 大町繁           | たけだゆうさく           |
| 6月24日       | 82     | 森の格闘王!?ワカシャモVSキノガッサ！                 | 十川誠志 | 浅田裕二         | 浅田裕二         | 岩根雅明                 |
| 7月1日        | 83     | お天気研究所のポワルン！                             | 武上純希 | 秦義人           | 秦義人           | 宍戸久美子               |
| 7月8日        | 84     | ヒワマキシティのフェザーカーニバル!!                 | 松井亜弥 | 藤本義孝         | 渡辺正彦         | 志村泉                   |
| 7月15日       | 85     | ヒワマキジム！大空の戦い!!                           | 十川誠志 | 誌村宏明         | ながはまのりひこ | 徳田夢之介               |
| 7月22日       | 86     | 映画はバクーダに乗って!!                             | 大橋志吉 | 浅田裕二         | 大町繁           | たけだゆうさく           |
| 7月29日       | 87     | 神秘！宇宙からきたポケモン!?                         | 武上純希 | 秦義人           | 秦義人           | 志村泉                   |
| 8月5日        | 88     | バナナナマケロ園のカビゴン!!                         | 松井亜弥 | しのゆきひろ     | まつもとよしひさ | 村上勉                   |
| 8月12日       | 89     | ピカチュウ、ロケット団に入る!?                       | 十川誠志 | 浅田裕二         | 浅田裕二         | 岩根雅明                 |
| 8月19日       | 90     | ミナモシティ到着！ポロックとつばめがえし！           | 冨岡淳広 | 誌村宏明         | 渡辺正彦         | 志村泉                   |
| 8月26日       | 91     | ポケモンコンテスト！ミナモ大会!!                     | 冨岡淳広 | 藤本義孝         | ながはまのりひこ | 広岡歳仁                 |
| 9月2日        | 92     | あの3匹登場！審判学校の島！                          | 藤田伸三 | まつもとよしひさ | まつもとよしひさ | 上石忠太                 |
| 9月9日        | 93     | パールルとバネブー！しんじゅをさがせ！               | 大橋志吉 | 浅田裕二         | 大町繁           | たけだゆうさく           |
| 9月16日       | 94     | ジーランスと深海の秘宝！                             | 藤田伸三 | 秦義人           | 秦義人           | 志村泉                   |
| 9月23日       | 95     | ハンテールとサクラビス！進化の謎！                   | 大橋志吉 | 浅田裕二         | 浅田裕二         | 岩根雅明                 |
| 9月30日       | 96     | 筋肉バトル!?ダブルバトル!!                           | 十川誠志 | 藤本義孝         | 渡辺正彦         | 志村泉                   |
| 10月7日       | 97     | グラードンVSカイオーガ！（前編）                     | 冨岡淳広 | 誌村宏明         | ながはまのりひこ | 徳田夢之介               |
| 10月14日      | 98     | グラードンVSカイオーガ！（後編）                     | 冨岡淳広 | まつもとよしひさ | まつもとよしひさ | 上石忠太 杉本光司 田中薫 |
| 10月21日      | 99     | フウとラン！宇宙センターの戦い！                     | 松井亜弥 | 浅田裕二         | 浅田裕二         | 玉川明洋                 |
| 10月28日      | 100    | トクサネジム！ソルロックとルナトーン！               | 武上純希 | 浅田裕二         | 浅田裕二         | 岩根雅明                 |
| 11月4日       | 101    | 海の男！四天王ゲンジ登場!!                           | 十川誠志 | 藤本義孝         | 渡辺正彦         | 志村泉                   |
| 11月11日      | 102    | ドクター・モロボシの島！化石ポケモン現る!!           | 藤田伸三 | 大山和弘         | ながはまのりひこ | 広岡歳仁                 |
| 11月18日      | 103    | イザベ島ポケモンコンテスト！ライバルに気をつけろ!!   | 松井亜弥 | 秦義人           | 秦義人           | 志村泉                   |
| 11月25日      | 104    | 巨大ネンドールを封印せよ!!                           | 武上純希 | 浅田裕二         | 浅田裕二         | 玉川明洋                 |
| 12月2日       | 105    | 恋するクチート！ハスブレロの花道!!                   | 大橋志吉 | 浅田裕二         | 浅田裕二         | 岩根雅明                 |
| 12月9日       | 106    | ナックラーとビブラーバ！幻の湖！                     | 米村正二 | 藤本義孝         | 大町繁           | たけだゆうさく           |
| 12月16日      | 107    | アブソル！忍び寄るわざわいの影                       | 十川誠志 | 誌村宏明         | 渡辺正彦         | 志村泉                   |
| 12月23日      | 108    | ユキワラシをつかまえろ！                             | 藤田伸三 | 秦義人           | 秦義人           | 広岡歳仁                 |
| 11月4日       | 未放送 | ゆれる島の戦い！ドジョッチVSナマズン!!               | 大橋志吉 | 秦義人           | 大町繁           | たけだゆうさく           |

| 放送日        | 話数 | サブタイトル                                         | 脚本       | 絵コンテ          | 演出             | 作画監督       |
| ------------- | ---- | ---------------------------------------------------- | ---------- | ----------------- | ---------------- | -------------- |
| 2005年 1月6日 | 109  | ラルトスを救え！急げマサト！                         | 松井亜弥   | 浅田裕二          | 浅田裕二         | 岩根雅明       |
| 1月13日       | 110  | ルネジム！水のアーティスト・アダン！（前編）         | 冨岡淳広   | 大山和弘          | ながはまのりひこ | 志村泉         |
| 1月20日       | 111  | ルネジム！水のアーティスト・アダン！（後編）         | 冨岡淳広   | 藤本義孝          | 大町繁           | たけだゆうさく |
| 1月27日       | 112  | マッスグマ！友情のカタチ!?                           | 武上純希   | 誌村宏明          | 渡辺正彦         | 広岡歳仁       |
| 2月3日        | 113  | まぼろし島のソーナノ!                                | 米村正二   | 浅田裕二          | 浅田裕二         | 玉川明洋       |
| 2月10日       | 114  | ころがれ! 恋するドンファン!                          | 大橋志吉   | 秦義人            | 秦義人           | 志村泉         |
| 2月17日       | 115  | 混戦、混乱！ポケモンコンテスト・キナギ大会！（前編） | 藤田伸三   | 井硲清高          | 大町繁           | たけだゆうさく |
| 2月24日       | 116  | 混戦、混乱！ポケモンコンテスト・キナギ大会！（後編） | 松井亜弥   | 藤本義孝          | ながはまのりひこ | 志村泉         |
| 3月3日        | 117  | ハルカデリシャスで、ゴンベGETかも!!                  | 十川誠志   | 浅田裕二          | 浅田裕二         | 岩根雅明       |
| 3月10日       | 118  | ライバル登場！マサムネとダンバル!!                   | 米村正二   | 大山和弘          | 渡辺正彦         | 広岡歳仁       |
| 3月17日       | 119  | 怪盗バンナイとリボンカップ!!                         | 大橋志吉   | 秦義人            | 秦義人           | 志村泉         |
| 3月24日       | 120  | サトシとハルカ！ホウエンでの熱きバトル!!             | （総集編） | （総集編）        | （総集編）       | （総集編）     |
| 4月7日        | 121  | 開幕！グランドフェスティバル(1)!!                    | 冨岡淳広   | 井硲清高          | 大町繁           | たけだゆうさく |
| 4月7日        | 122  | 熱闘！グランドフェスティバル (2)!!                   | 冨岡淳広   | 浅田裕二          | 浅田裕二         | 岩根雅明       |
| 4月7日        | 123  | 決戦！グランドフェスティバル (3)!!                   | 冨岡淳広   | 大山和弘          | ながはまのりひこ | 志村泉         |
| 4月14日       | 124  | サバイバルでいこう！                                 | 藤田伸三   | 藤本義孝          | 渡辺正彦         | 広岡歳仁       |
| 4月21日       | 125  | サイユウシティ到着！長靴をはいたニャース!?           | 松井亜弥   | 秦義人            | 秦義人           | 志村泉 山下恵  |
| 4月28日       | 126  | 予備選スタート！マサムネ登場!!                       | 十川誠志   | 浅田裕二          | 浅田裕二         | 岩根雅明       |
| 5月5日        | 127  | 開幕！サイユウ大会!!                                 | 大橋志吉   | 誌村宏明          | 大町繁           | たけだゆうさく |
| 5月12日       | 128  | 決勝トーナメントへ！熱き戦いの日々！                 | 米村正二   | 井硲清高          | 渡辺正彦         | 志村泉         |
| 5月19日       | 129  | そして…負けられない戦いは続く!!                      | 米村正二   | 大山和弘          | ながはまのりひこ | 広岡歳仁       |
| 5月26日       | 130  | ライバル対決！VSマサムネ!!                           | 米村正二   | 秦義人            | 秦義人           | 志村泉 山下恵  |
| 6月16日       | 131  | 最後の激闘！優勝への道!!                             | 冨岡淳広   | 藤本義孝          | 中村圭三         | たけだゆうさく |
| 6月23日       | 132  | エニシダとバトルフロンティア！                       | 大橋志吉   | 浅田裕二          | 浅田裕二         | 岩根雅明       |
| 6月30日       | 133  | オーキド研究所！全員集合!!                           | 松井亜弥   | 藤本義孝          | 渡辺正彦         | 志村泉         |
| 7月7日        | 134  | オツキミやま！ピィとピッピとピクシーと！             | 藤田伸三   | 大山和弘 浅田裕二 | ながはまのりひこ | 広岡歳仁       |

### バトルフロンティア編
| 放送日         | 話数 | サブタイトル                               | 脚本     | 絵コンテ     | 演出             | 作画監督          |
| -------------- | ---- | ------------------------------------------ | -------- | ------------ | ---------------- | ----------------- |
| 2005年 7月21日 | 135  | 初陣！バトルファクトリー!!（前編）         | 十川誠志 | 誌村宏明     | 秦義人           | 志村泉 山下恵     |
| 7月28日        | 136  | 初陣！バトルファクトリー!!（後編）         | 十川誠志 | 志村錠児     | 中村圭三         | たけだゆうさく    |
| 8月4日         | 137  | イワークの王国!!                           | 武上純希 | 浅田裕二     | 浅田裕二         | 岩根雅明          |
| 8月11日        | 138  | プリンの歌、パパの歌！                     | 冨岡淳広 | 秦義人       | 渡辺正彦         | 志村泉            |
| 8月18日        | 139  | ライバル対決！ウインディをゲットかも！     | 米村正二 | 藤本義孝     | ながはまのりひこ | 広岡歳仁          |
| 8月25日        | 140  | コダックの憂鬱！                           | 大橋志吉 | 井硲清高     | 秦義人           | 志村泉 山下恵     |
| 9月1日         | 141  | ニューラとバリヤード！どっちのレストラン!? | 松井亜弥 | 浅田裕二     | 浅田裕二         | 岩根雅明          |
| 9月8日         | 142  | 進化！その神秘と奇跡!!                     | 藤田伸三 | しのゆきひろ | 中村圭三         | たけだゆうさく    |
| 9月15日        | 143  | ポケモンコンテスト・ヤマブキ大会!!（前編） | 冨岡淳広 | 志村錠児     | 志村錠児         | 志村泉            |
| 9月22日        | 144  | ポケモンコンテスト・ヤマブキ大会!!（後編） | 冨岡淳広 | しのゆきひろ | 渡辺正彦         | 広岡歳仁          |
| 9月29日        | 145  | 格闘道場！サトシVSハルカ！                 | 十川誠志 | 浅田裕二     | 浅田裕二         | 岩根雅明          |
| 10月6日        | 146  | エスパーVSゴースト！真夜中の決闘!?         | 武上純希 | 誌村宏明     | 秦義人           | 志村泉 山下恵     |
| 10月13日       | 147  | マネネ登場！休息の館！                     | 大橋志吉 | 浅田裕二     | 浅田裕二         | 玉川明洋          |
| 10月20日       | 148  | ミズゴロウとモココ！恋の特効薬!?           | 藤田伸三 | 井硲清高     | 中村圭三         | たけだゆうさく    |
| 10月27日       | 149  | バトルアリーナ！格闘対決!!                 | 十川誠志 | 志村錠児     | 志村錠児         | 志村泉            |
| 11月3日        | 150  | そだて屋さんとポケモンのタマゴ！           | 武上純希 | 浅田裕二     | 浅田裕二         | 岩根雅明          |
| 11月10日       | 151  | ライバルはサラリーマン!?                   | 松井亜弥 | しのゆきひろ | ながはまのりひこ | 広岡歳仁 山下恵   |
| 11月17日       | 152  | ハクリューの湖！                           | 米村正二 | 井硲清高     | 中村圭三         | たけだゆうさく    |
| 11月24日       | 153  | バトルドーム！炎と水のフュージョン!!       | 冨岡淳広 | 浅田裕二     | 浅田裕二         | 玉川明洋 岩根雅明 |
| 12月1日        | 154  | ドッキリ！ビックリ！エレキッド!!           | 大橋志吉 | 秦義人       | 渡辺正彦         | 志村泉            |
| 12月8日        | 155  | ポケモンレンジャー登場！セレビィ救出作戦!! | 藤田伸三 | 湯山邦彦     | 志村錠児         | 志村泉            |
| 12月15日       | 156  | ウソハチと忍者スクール!!                   | 松井亜弥 | 浅田裕二     | 浅田裕二         | 岩根雅明 玉川明洋 |
| 12月22日       | 157  | 時を超えるハルカ!!                         | 十川誠志 | しのゆきひろ | ながはまのりひこ | 広岡歳仁 山下恵   |

| 放送日        | 話数 | サブタイトル                                         | 脚本     | 絵コンテ     | 演出             | 作画監督            |
| ------------- | ---- | ---------------------------------------------------- | -------- | ------------ | ---------------- | ------------------- |
| 2006年 1月5日 | 158  | 熱闘バトルチューブ！VSチューブクイーン・アザミ!!     | 米村正二 | 藤本義孝     | 秦義人           | 志村泉              |
| 1月12日       | 159  | 優勝は誰の手に!?ポケモンオリエンテーリング!!         | 大橋志吉 | 大山和弘     | 中村圭三         | たけだゆうさく      |
| 1月19日       | 160  | ゴンベのデビュー戦！ハーリーと真剣勝負!!             | 冨岡淳広 | 浅田裕二     | 浅田裕二         | 岩根雅明            |
| 1月26日       | 161  | ジュプトルVSトロピウス！草原の決闘!!                 | 武上純希 | 秦義人       | ながはまのりひこ | 志村泉 玉川明洋     |
| 2月2日        | 162  | ポケモンコンテスト！ユズリハ大会!!                   | 冨岡淳広 | 藤本義孝     | 秦義人           | 広岡歳仁            |
| 2月9日        | 163  | ジュカイン！復活の夜明け!!                           | 藤田伸三 | 日高政光     | ながはまのりひこ | 志村泉              |
| 2月16日       | 164  | 激闘！バトルパレスでジャングルバトル!!               | 松井亜弥 | 日高政光     | 渡辺正彦         | 山下恵              |
| 2月23日       | 165  | ウソハチキングとマネネクイーン!?                     | 大橋志吉 | 浅田裕二     | 浅田裕二         | 岩根雅明            |
| 3月2日        | 166  | 摩天楼の赤いイナズマ！                               | 十川誠志 | 大山和弘     | 秦義人           | 志村泉              |
| 3月9日        | 167  | 大一番！ハルカVSタケシ!!                             | 冨岡淳広 | しのゆきひろ | 渡辺正彦         | 広岡歳仁            |
| 3月16日       | 168  | ムチュールとルージュラ三姉妹!!                       | 武上純希 | 川田武範     | 嵯峨敏           | 山本正文            |
| 3月23日       | 169  | タワータイクーン、リラ登場！                         | 米村正二 | 日高政光     | ながはまのりひこ | 志村泉              |
| 3月30日       | 170  | バトルタワー！以心伝心バトル!!                       | 米村正二 | 須藤典彦     | 秦義人           | 山下恵              |
| 4月13日       | 171  | ポケモンレンジャー！デオキシス・クライシス!!（前編） | 十川誠志 | 大山和弘     | 大山和弘         | 広岡歳仁 船津弘美   |
| 4月13日       | 172  | ポケモンレンジャー！デオキシス・クライシス!!（後編） | 十川誠志 | 秦義人       | 渡辺正彦         | 志村泉 岩根雅明     |
| 4月20日       | 173  | ウソッキー！黄金伝説!?                               | 武上純希 | 浅田裕二     | 浅田裕二         | 岩根雅明            |
| 4月27日       | 174  | ハーリー & ロケット団！悪役同盟結成!?                | 冨岡淳広 | 小山賢       | 今野アキラ       | 山本正文            |
| 5月4日        | 175  | ハルカVSムサシ！最後のコンテスト!!                   | 冨岡淳広 | 川田武範     | 秦義人           | 山下恵 飯飼一幸     |
| 5月11日       | 176  | ロケット団解散!?それぞれの道！                       | 大橋志吉 | 入好さとる   | ながはまのりひこ | 志村泉              |
| 5月18日       | 177  | タケシ & サトシ！タッグバトルでニビジムを守れ!!      | 松井亜弥 | 浅田裕二     | 浅田裕二         | 岩根雅明            |
| 5月25日       | 178  | バトルピラミッド！VSレジロック!!                     | 米村正二 | 小山賢       | 小山賢           | 広岡歳仁 船津弘美   |
| 6月8日        | 179  | 驚異！巨大ケッキングの山!!                           | 藤田伸三 | 秦義人       | 渡辺正彦         | 志村泉              |
| 6月15日       | 180  | 開幕！ポケモンコンテスト・グランドフェスティバル!!   | 冨岡淳広 | 浅田裕二     | 石川敏浩         | 柳昇希              |
| 6月22日       | 181  | ハルカVSハーリー！ダブルバトルでステージ・オン!!     | 冨岡淳広 | 日高政光     | ながはまのりひこ | 山下恵              |
| 6月29日       | 182  | ハルカVSシュウ！最後の戦い!!                         | 冨岡淳広 | 浅田裕二     | 浅田裕二         | 岩根雅明            |
| 7月6日        | 183  | エイパムと王様！                                     | 武上純希 | 小山賢       | 小山賢           | 志村泉              |
| 7月20日       | 184  | ペラップとポケモン漫才！                             | 大橋志吉 | 川田武範     | 秦義人           | 船津弘美            |
| 7月27日       | 185  | 襲撃！はぐれマニューラ!!                             | 十川誠志 | 秦義人       | 渡辺正彦         | 志村泉              |
| 8月3日        | 186  | バトルピラミッド再び！VSレジスチル!!                 | 米村正二 | 山田浩之     | 山田浩之         | 新城真              |
| 8月10日       | 187  | ハルカVSシュウ！ライバルよ永遠に!!                   | 冨岡淳広 | 日高政光     | 浅田裕二         | 岩根雅明            |
| 8月17日       | 188  | ポケモンセンターはおおいそがし！                     | 藤田伸三 | 小山賢       | 小山賢           | 志村泉              |
| 8月24日       | 189  | 最初のポケモン！最後の戦い!!                         | 米村正二 | 秦義人       | 牧野行洋         | 市川雅也 平川亜喜雄 |
| 8月31日       | 190  | 決戦！VSレジアイス!!                                 | 米村正二 | 入好さとる   | 秦義人           | 船津弘美            |
| 9月7日        | 191  | サトシVSハルカ！ラストバトル!!                       | 武上純希 | 川田武範     | 渡辺正彦         | 志村泉              |
| 9月14日       | 192  | 旅の終わり、そして旅の始まり！                       | 園田英樹 | 日高政光     | 浅田裕二         | 岩根雅明            |

## 劇場版
| 公開順 | 長編                                                                                        | 短編                     | 公開日        |
| ------ | ------------------------------------------------------------------------------------------- | ------------------------ | ------------- |
| 1-6    | 劇場版ポケットモンスター アドバンスジェネレーション 七夜の願い星 ジラーチ                   | おどるポケモンひみつ基地 | 2003年7月19日 |
| 2-7    | 劇場版ポケットモンスター アドバンスジェネレーション 裂空の訪問者 デオキシス                 | -                        | 2004年7月17日 |
| 3-8    | 劇場版ポケットモンスター アドバンスジェネレーション ミュウと波導の勇者 ルカリオ             | -                        | 2005年7月16日 |
| 4-9    | 劇場版ポケットモンスター アドバンスジェネレーション ポケモンレンジャーと蒼海の王子 マナフィ | -                        | 2006年7月15日 |